# Holiday Diary
Holiday Diary, op. 5, és una suite per a piano composta per Benjamin Britten i estrenada el 30 de novembre de 1934 al Wigmore Hall de Londres interpretada per la pianista Betty Humby. La va dedicar a Arthur Benjamin, el seu professor al Royal College of Music. Té una durada de 16 minuts.

## Moviments
1. Early morning bathe
2. Sailing
3. Funfair
4. Night

## Representacions
L'estrena va ser tocada per la pianista Betty Humby, una amiga de Britten que després esdevindria l'esposa del director Thomas Beecham, amb la presència del compositor. Segons el mateix Britten, no va agradar massa al públic assistent.
La primera interpretació va portar el títol de New studies, amb el segon moviment anomenat Yachting i que posteriorment es va canviar a Sailing. El treball es va publicar per primera vegada com a Holiday tales i el títol actual va ser adoptat posteriorment.